# Sustenhorn
Das Sustenhorn ist ein 3503 m ü. M. hoher Berg in den Urner Alpen in der Schweiz.

## Geographie
Das Sustenhorn liegt 3,5 km südlich des namensgebenden Sustenpasses auf der Grenze der Kantone Bern und Uri. Zur Berner Seite hin, die zur Gemeinde Innertkirchen gehört, bildet der Berg zusammen mit dem Vorder Sustenlimihorn (3316 m), dem Rot Stock (3184 m) und dem Gwächtenhorn (3420 m) einen weitläufigen, flachen Kessel, in dem sich der obere Teil des Steingletschers befindet. Diese Westflanke ist fast vollständig vergletschert. Nach Norden entsendet das Sustenhorn einen Grat über das Vorder Sustenhorn (3318 m) und den Sustenspitz (2931 m) zum Sustenpass. Die Ostseite liegt im Kanton Uri auf dem Gebiet der Gemeinde Göschenen und ist deutlich steiler. Sie wird teilweise vom Wallenburfirn und dem Flachensteinfirn bedeckt, ist aber in den oberen Lagen eisfrei. Hier führt ein relativ schwach ausgeprägter Ostgrat vom Gipfel steil hinab ins Voralptal.

## Alpinismus
Aufgrund seiner Höhe, Lage inmitten der Urner Alpen und der relativ einfachen Anstiege ist das Sustenhorn im Sommer ein beliebter und oft besuchter Hochtourenberg. Die Normalroute führt dabei von der Berner Seite vom Hotel Steingletscher über die Tierberglihütte zum Gipfel. Diese Route wird auf der SAC-Hochtourenskala mit L (leicht) bewertet, da sie keine Kletterstellen aufweist. Alternativ ist auch der Anstieg vom Göscheneralpsee über die Chelenalphütte und das Sustenlimi (3078 m) möglich. Auch diese Route wird als L klassifiziert, weist aber eine kurze, einfache Kletterstelle im I. Grad nach UIAA auf. Von Osten führt eine wenig schwierige Route über den Flachensteinfirn auf den Gipfel (WS). Deutlich anspruchsvoller ist die Besteigung des Sustenhorns von der Voralphütte über den Ostgrat. Die Schwierigkeit dieser kombinierten Hochtour wird vom SAC mit ZS (ziemlich schwierig) angegeben und weist in gutem Fels (Gneis) Kletterstellen bis zum IV. Schwierigkeitsgrad auf.

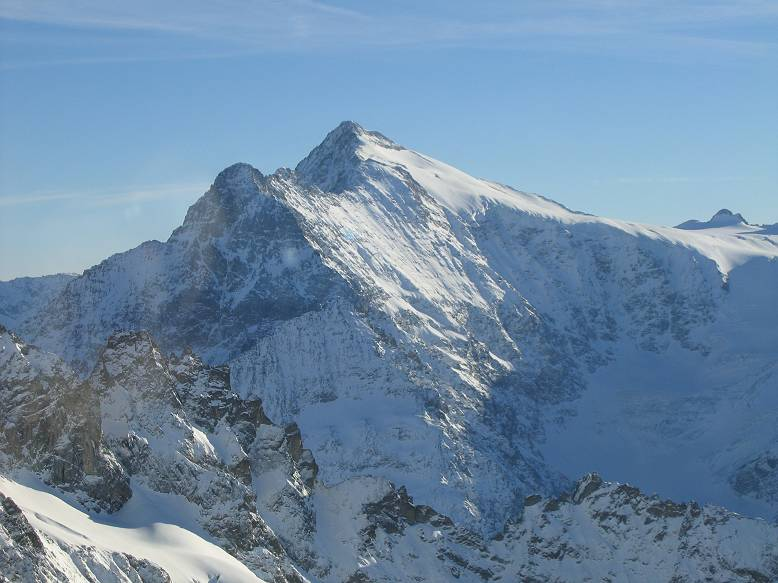
Sustenhorn gesehen vom Titlis

Im Winter kann das Sustenhorn auch als Skitour bestiegen werden. Auf der SAC-Skitourenskala wird der Anstieg von der Tierberglihütte mit ZS, von der Chelenalphütte mit ZS- und von der Voralphütte mit ZS klassifiziert.